# Борисов (станція)
Борисов (біл. Барысаў) — залізнична станція Мінського відділення Білоруської залізниці на лінії Орша — Мінськ. Розташована в  однойменному місті Мінської області.

## Історія
Станція виникла 1871 року, із введенням в експлуатацію Московсько-Берестейської залізниці, в складі окремої ділянки  Смоленськ — Мінськ — Берестя (636 верст) 29 листопада 1871 року. Саме в цей день зі станції Смоленськ-Центральний у напрямку Берестя відправився перший вантажопасажирський поїзд. У той час станція була дільничною на двоколійній ділянці.
1871 року першим начальником станції був призначений Яків Миколайович Дімаро-Симонович — дворянин, губернський секретар. В тому ж році була побудована перша дерев'яна будівля залізничного вокзалу станції Борисов.
1914 року побудована нова цегляна будівля вокзалу. На першому поверсі розташовувалися всі службово-технічні приміщення, багажне відділення з прямим виходом на перон. На другому поверсі проживали працівники станції та фінансово-комерційний ревізор. До пасажирської будівлі було прибудовано дерев'яну одноповерхову будівлю, в якому розміщувався ресторан, навколо будівлі був облаштований сквер та будівля сьомої ділянки колії.
Під час Першої світової війни станція сильно постраждала. Вокзал і залізничні колії були зруйновані, міст через річку Березина підірваний. 1920 року почалося відновлення станції, мосту та колійного господарства.
До 1928 року завершено будівництво залізничного парку та обладнання станції напівавтоматикою. У той час щоденно через станцію Борисов прямували 6 пар поїздів, в тому числі кур'єрський, швидкий, поштовий, вантажнопасажирський, збірний та дільничний.
Під час Другої світової війни станція повністю була виведена з ладу. На станції діяла партійно-патріотична група, яка виводила з ладу паровози, стрілочні переводи, обладнання, затримувала пересування ворога до фронту. У липні 1944 року залізничники приступили до відновлюваних робіт, які дали можливість вже через тиждень відновити рух поїздів. До 1951 року всі відновлювальні роботи були завершені.
1972 року, замість дерев'яного, було побудовано цегельний приміський павільйон з касами. 
1977 року електрифікована змінним струмом (~25 кВ) в складі дільниці Мінськ-Пасажирський — Борисов, що дало змогу для запуску руху приміських електропоїздів.
18 грудня 1981 року завершено електрифікацію дільниці Борисов — Орша з відкриттям руху приміських електропоїздів, а пасажирські поїзди переведені на електротягу від Мінська до Москви.
1988 року вокзал станції Борисов віднесений до вокзалів 2-го класу.
З 1990 року почалося обладнання квиткових кас автоматизованою системою «Експрес».
1993 року між другою та четвертою коліями побудована острівна посадкова платформа для зручності посадки і висадки пасажирів.

## Пасажирське сполучення
Від станції Борисов прямують електропоїзди регіональних ліній у напрямку станцій Орша-Центральна та Мінськ-Пасажирський, а деякі до зупинного пункту Інститут культури (Мінськ), для частини електропоїздів з них станція Борисов є кінцевою. Також на станції здійснюють не тривалу зупинку деякі пасажирські поїзди міжрегіональних та міжнародних ліній. 